# 荨麻目
荨麻目植物有草本也有木本，花小，辐射对称，多为风媒花，是植物从虫媒向风媒演化的过渡性分枝，該目現在被歸入薔薇目中。
荨麻目植物包括许多有经济价值的品种，如榕树、构树、榆树、大麻、苎麻等，其中也有许多具有毒性，如箭毒木的树汁见血封喉，大麻叶也可以作为麻醉毒品。也有绿化树种如榕树、构树等，药用植物也很多，忽布（啤酒花）是酿造啤酒的必需原料。